# Tre amigos
Tre Amigos, originalets titel Three Amigos ibland även ¡Three Amigos!, är en amerikansk komedi från 1986 regisserad av John Landis med Chevy Chase, Steve Martin och Martin Short i huvudrollerna.
Chevy Chase, Steve Martin och Martin Short spelar tre stumfilmsskådespelare som blir förväxlade med att vara riktiga hjältar av byborna i en mexikansk by, de blir ombedda att rädda byn från terroriserande banditer och de tre hjältarna tror att de är med i en filminspelning.